# Hartbeesfontein
Hartbeesfontein (Afrikaans; gelegentlich auch Hartebeesfontein; deutsch etwa „Kuhantilopenquelle“) ist ein Ort in der südafrikanischen Provinz Nordwest (North West). Er gehört zur Local Municipality City of Matlosana im Distrikt Dr Kenneth Kaunda.
Der Name beruht auf einer Erzählung, dass an einer hier vorhandenen Wasserstelle („fontein“) zwei Voortrekker eine verletzte Südafrikanische Kuhantilope (Kap-Hartebeest, Alcelaphus caama) gejagt hatten und einer dabei im Wasser starb. Eine Farm erhielt nach diesem Ereignis ihren Namen. Der Ort ist nicht mit dem fast gleichnamigen Hartebeesfontein südlich von Stilfontein zu verwechseln.

## Geographie
Die Bezeichnung als Main Place lautet Hartbeesfontein B. 2011 hatte Hartbeesfontein B 1467 Einwohner. Die nördlich gelegene Townshipsiedlung Tigano hat 17.942 Einwohner.
Geologisch liegt Hartbeesfontein im Hartbeesfontein basin bzw. KOSH basin (benannt nach vier Städten, darunter Hartbeesfontein), das im Neoarchaikum entstand. Unmittelbar nordwestlich der Stadt liegt eine in Südwest-Nordost-Richtung laufende, etwa 100 Meter hohe Gebirgsstufe, die sich nach Norden und Westen als Plateau fortsetzt. Tigano liegt auf diesem Plateau.

## Geschichte
Auf der rund 160 Meter über dem Ort gelegenen Passhöhe Hartbeesfontein Poort fand im Zweiten Burenkrieg ein Gefecht statt. Bis 1974 ließ die South African Broadcasting Corporation landesweit 18 größere Sendemasten errichten, unter anderem in Hartbeesfontein.
Es gab hier zeitweilig Goldbergbau. Im Jahre 2005 wurde die Buffelsfontein-Mine geschlossen. Die im Gestein enthaltenen sulfidischen Eisenminerale erzeugen in den aufgelassenen Bergwerksteilen eine zusätzliche Mineralisation der Grubenwässer mit einer deutlichen pH-Wert-Absenkung. Daraus ergeben sich Bergbaufolgeprobleme.

## Verkehr
Die Fernstraßen R503, die im Südosten nach Klerksdorp führt, und die R507, die von Ottosdal im Südwesten nach Nordosten führt, kreuzen sich in Hartbeesfontein. Der Ort hat einen Bahnhof an der Nebenstrecke Klerksdarp–Ottosdal, die nur im Güterverkehr betrieben wird.